# Декабрьские мальчики
«Дека́брьские ма́льчики» (англ. December Boys) — австралийский фильм 2007 года, снятый по одноимённому роману Майкла Нунана. Мировая премьера фильма состоялась 9 сентября 2007 года.

## Сюжет
Декабрьские мальчики — компания четырёх юных сирот, рождённых в декабре. С каждым годом их надежды быть усыновлёнными тают на глазах. Но однажды, во время отдыха, у четырёх друзей появляется надежда найти приёмных родителей, однако, только для одного из них. Мальчики подружились с молодой парой, не способной иметь детей и готовой принять ребёнка. Конкурируя между собой, сироты проверяют свою дружбу и встречают первую любовь…

## В ролях
| Актёр             | Роль                         |
| ----------------- | ---------------------------- |
| Дэниел Рэдклифф   | Карта                        |
| Ли Корми          | Плакса                       |
| Кристиан Байерс   | Искра                        |
| Джеймс Фрэйзер    | Плевок                       |
| Ральф Коттерилл   | Морской волк                 |
| Тереза Палмер     | Люси                         |
| Джек Томпсон      | Бенди МакЭш                  |
| Крис Маккуэйд     | миссис МакЭш                 |
| Салливан Степлтон | Бесстрашный                  |
| Виктория Хилл     | Тереза                       |
| Пол Блэкуэлл      | Уотсон                       |
| Фрэнк Галлахер    | отец Скалли                  |
| Джуди Фарр        | настоятельница               |
| Макс Каллен       | рассказчик / взрослый Плакса |

## Награды и номинации
Полный перечень наград и номинаций — на сайте IMDB
| Премия                            | Категория       | Имя            | Результат |
| --------------------------------- | --------------- | -------------- | --------- |
| Australian Writers' Guild 2007 г. | Лучший сценарий | Марк Розенберг | Победа    |
| Giffoni Film Festival 2008 г.     | Лучший фильм    | Род Харди      | Победа    |